# Каспийское дерби
Каспийское дерби — военнослужащим подразделений морской пехоты необходимо максимально быстро пройти заданный маршрут, успешно поразить мишени в море и на берегу.

## О соревнования

### История создания
Первый Международный конкурс военно-морских сил прикаспийских стран. Участие в нём приняли экипажи надводных кораблей и личный состав подразделений морской пехоты Казахстана, России, Азербайджана, Туркменистана и Китая. Конкурс прошел в акватории Каспия на специальных полигонах боевой подготовки и на береговых полигонах.

### Состав команды (до 36 чел.)
1. Начальник команды
2. Взвод (до 28 человек)
3. Тренерская группа (2 человека)
4. Обеспечивающий персонал (до 3 человек)
5. Технический персонал (2 человека)

### Место проведения
1. Акватория Каспийского моря
2. полигон Аданак в районе г. Каспийск

### Командный зачёт
| Место | Команда   |
| ----- | --------- |
| 1     | Россия    |
| 2     | Китай     |
| 3     | Казахстан |

## Правила состязаний
Соревнование состоит из четырёх этапов:
1. Индивидуальная гонка.
2. Спринт и гонка преследования.
3. Спортивный этап.
4. Эстафета.

### Индивидуальная гонка
Участники
По 3 экипажа БТР-80.
Старт
Старт неодновременный, с интервалом 60 с в очередности, установленной жеребьевкой. На маршруте может находиться одновременно 3 бронетранспортера. Этап проводится по маршруту протяженностью 7,2 км на побережье и 0,8 км на воде. Каждый экипаж должен пройти 2 круга.
Участки маршрута
— скоростной участок;
— участок вождения БТР на плаву;
— участок стрельбы;
— площадка отработки нормативов по морской десантной подготовке;

### Спринт
Участники
По 3 экипажа БТР-80.
Старт
Старт неодновременный, с интервалом 60 с в очередности, установленной жеребьевкой. На маршруте может находиться одновременно 3 бронетранспортера. Этап проводится по маршруту протяженностью 7,2 км на побережье и 0,8 км на воде. Каждый экипаж должен пройти 2 круга.
Участки маршрута
— скоростной участок;
— участок вождения БТР на плаву;
— участок стрельбы;
— площадка отработки нормативов по морской десантной подготовке;
— рубеж стрельбы и прекращения огня для стрельбы системой пуска дымов «Туча»

### Гонка преследования
Участники
По 3 экипажа БТР-80.
Старт
неодновременный, с интервалом по результатам второго тура. На маршруте может находиться одновременно 3 бронетранспортера. Этап проводится по маршруту протяженностью 7,2 км на побережье и 0,8 км на воде. Каждый экипаж должен пройти 2 круга.
Участки маршрута
— скоростной участок;
— участок вождения БТР на плаву;
— участок стрельбы;
— площадка отработки нормативов по морской десантной подготовке;
— рубеж стрельбы и прекращения огня для стрельбы системой пуска дымов «Туча»;
— окоп длиной 10 м и шириной 1 м с мишенью № 6 (стрелок)

### Эстафета
Участники
По 3 экипажа БТР-80.
Старт
неодновременный, с интервалом по результатам второго тура. На маршруте может находиться одновременно 3 бронетранспортера. Этап проводится по маршруту протяженностью 7,2 км на побережье и 0,8 км на воде. Каждый экипаж должен пройти 2 круга.
Участки маршрута
— скоростной участок;
— участок вождения БТР на плаву;
— участок стрельбы;
— площадка отработки нормативов по морской десантной подготовке;
— рубеж стрельбы и прекращения огня для стрельбы системой пуска дымов «Туча»;
— окоп длиной 10 м и шириной 1 м с мишенью № 6 (стрелок)

### Штрафы
— При преодолении препятствий «Змейка», «Змейка» (участок маневрирования на воде) за каждый сбитый (задетый) столб или обход препятствия общее время увеличивается на 10 с.
— В ходе преодоления препятствия колейный проход в минновзрывном заграждении за наезд на мину, сбитый (задетый) ограничитель или обход препятствия общее время увеличивается на 60 с.
— При преодолении препятствия макет колейного моста за движение по нему с остановкой или сваливание с него общее время увеличивается на 30 с.
— При преодолении препятствия уступ на подъёме за движение по нему с остановкой или сваливание с него, а также в случае обхода общее время увеличивается на 30 с.
— При сваливании с аппарели макета десантно-высадочного средства типа малого десантного катера на воздушной подушке (далее — МДКВП) упражнение выполняется повторно. При задевании стенок входного проема и стенок грузового трюма время увеличивается на 60 с.

### Препятствия
— «Змейка»
— Колейный проход в минновзрывном заграждении
— Макет колейного моста
— Уступ на подъёме
— «Змейка» (участок маневрирования на воде).

### Подведение итогов
Итоговый результат этапа «Каспийское Дерби» определяется по окончании четвёртого тура соревнования, когда обобщаются результаты времени прохождения дистанции экипажами, и времени добавленного за невыполнение оценочных показателей при преодолении препятствий.